# 안영일 (연극인)
안영일(安英一, 일본식 이름: 安部英樹아베 에이키, 본명: 안정호, 본명 한자: 安禎浩, 1909년 ~ ?)은 일제강점기와 조선민주주의인민공화국의 연극인으로, 본관은 순흥, 본적은 서울특별시 종로구 와룡동이다.

## 생애
일본에 유학하여 니혼 대학 공과에 재학하던 중 1931년 대학을 중퇴했고 신극 운동에 투신했다. 일본의 좌익극장에서 신극을 공부하고 1932년부터 조선인 극단에서 활동을 시작했다. 이때 함께 연극 운동을 한 이서향 등은 먼저 귀국하였으나 안영일은 일본 연극계에 남았다.
1935년 조선예술좌의 창립 공연에서 〈토성낭〉을 연출하여 연출가로 데뷔하였고, 조선예술좌 해체 후에 일본 극단인 신협극단의 조연출로 일하면서 일본인 연출가 무라야마 도모요시(일본어: 村山知義)의 영향을 받았다.
귀국한 뒤인 일제강점기 말기에 관제 연극을 연출한 기록이 있다. 1942년 조선총독부의 후원으로 열린 제1회 연극경연대회에 김태진의 〈행복의 계시〉를 연출해 출품했고, 제2회 대회에서는 박영호의 〈물새〉를 연출하여 연출상을 수상했다. 광복 직전 개최된 제3회 대회에도 송영의 〈신사임당〉, 조천석의 〈개화촌〉, 김승구의 〈산하유정〉, 세 편의 친일 연극을 한꺼번에 출품했다. 또한 친일 연극단체인 조선연극문화협회의 이사를 맡기도 하였다.
이런 경력 때문에 2008년 민족문제연구소가 선정한 친일인명사전 수록예정자 명단 연극/영화 부문에 포함되었다. 2009년 친일반민족행위진상규명위원회가 발표한 친일반민족행위 705인 명단에도 포함되었다.
광복 직후에 조선연극건설본부 서기장을 맡은 것을 시작으로 좌익 연극인 계열에서 활발히 활동하다가 월북했다. 조선민주주의인민공화국 최고인민회의 제1기 대의원을 역임했고 평양연극영화대학 교수로 재직했다. 1957년 국립연극극장 총장, 1964년 조선연극인동맹 위원장에 오르며 조선민주주의인민공화국 연극의 성립과 발전에 많은 영향을 끼쳤다. 1967년 복고주의 종파분자로 몰려 숙청되었다는 설이 있다.

## 같이 보기
- 조선연극건설본부

## 참고자료
- 권영민 (2004년 2월 25일). 《한국현대문학대사전》. 서울: 서울대학교출판부. 529쪽쪽. ISBN 8952104617.
- 이재명, 〈조선연극문화협회의 활동을 통해서 본 친일 연극〉 (친일반민족행위진상규명위원회 2005년 하반기 워크숍)